# 萨塔陀拉
薩塔陀拉·孔雀（IAST：Śatadhanvan Maurya）是孔雀王朝第八任君主（前195-前187年在位）。根据往世书，薩塔陀拉继承了提婆伐摩的王位并统治了八年。在统治期间，国家由于入侵失去了一些领土。其后，巨车王继承了王位。